# 星創太
星 創太（ほし そうた、1988年1月6日 - ）は、日本の元陸上競技選手。専門は長距離種目。福島県立会津工業高等学校、駒澤大学経営学部経営学科卒業。現役時代は富士通所属。身長173cm、体重56kgで血液型はB型。

## 経歴・特徴
中学時代はバスケットボール部に所属。3年生の時に陸上部の助っ人として誘われて駅伝を走ったことがきっかけで、高校時代から本格的に陸上を始める。同郷・会津の出身である、駒澤大学の監督・大八木弘明は高校・大学の先輩で、安西秀幸は大学の先輩にあたる。

## 主な戦績
2008年
- 第30回犬山ハーフマラソン 優勝 1時間4分10秒
- 第87回関東インカレ 10000m5位 28分45秒26・5000m9位 14分6秒83
- 第19回ゴールデンゲームズinのべおか 5000m4位 13分54秒49

2009年
- 第63回香川丸亀ハーフマラソン 8位 1時間2分30秒(日本人学生トップ）
- 第28回立川・昭島マラソン / 第12回日本学生ハーフマラソン 3位 1時間2分47秒

2010年
- 第24回サフォークランド士別ハーフマラソン 3位 1時間5分54秒

2011年
- 第55回 熊日30キロロードレース 18位 1時間37分39秒
- 第53回東日本実業団陸上競技選手権 10000m5位 28分48秒31(日本人トップ)

2012年
- 第52回唐津10マイルロードレース大会 優勝 47分00秒
- 第40回全日本実業団ハーフマラソン 6位 1時間2分20秒
- 第60回兵庫リレーカーニバル アシックスチャレンジ10000m 6位 28分36秒01
- 第53回ゴールデンゲームズinのべおか 10000m8位 28分25秒85（自己ベスト）
- 第96回日本陸上競技選手権 10000m24位 29分22秒55
- ホクレンディスタンスチャレンジ第3戦北見大会　5000mA 2位 13分47秒49
- ホクレンディスタンスチャレンジ第4戦網走大会　5000mA 5位 13分43秒66（自己ベスト）
- グレートスコティッシュハーフマラソン 2位 1時間3分49秒

2013年
- 第97回日本陸上競技選手権 5000m 優勝 13分49秒57
- 第6回東アジア競技大会 5000m 優勝 14分25秒00
- ホクレンディスタンスチャレンジ第2戦深川大会 10000mA 9位 28分15秒92（自己ベスト）

2014年
- 第42回全日本実業団ハーフマラソン 3位 1時間01分18秒（自己ベスト）
- 第21回世界ハーフマラソン 53位 1時間03分28秒
- 2014ゴールデンゲームズinのべおか 10000m 3位 28分50秒53
- 第98回日本陸上競技選手権大会 5000m 5位 13分46秒28

2015年
- 第59回熊日30キロロードレース 2位 1時間31分27秒
- 第99回日本陸上競技選手権大会 10000m 3位 28分37秒37

### 駅伝
2007年
- 第19回出雲駅伝 1区区間9位 23分27秒
- 第39回全日本大学駅伝 7区区間7位 36分18秒

2008年
- 第20回出雲駅伝 1区区間4位 23分39秒(日本人2位)
- 第40回全日本大学駅伝 1区区間2位 43分07秒

2009年
- 第85回箱根駅伝 5区区間7位 1時間21分12秒
- 第41回全日本大学駅伝 4区区間23位 46分50秒

2010年
- 第51回東日本実業団対抗駅伝 1区区間8位　35分52秒

2011年
- 第55回全日本実業団対抗駅伝 1区区間6位　36分06秒
- 第16回全国都道府県対抗男子駅伝 3区区間5位　24分11秒

2012年
- 第53回東日本実業団対抗駅伝 2区区間2位 44分41秒

2013年
- 第57回全日本実業団対抗駅伝 4区区間24位 1時間5分55秒
- 第54回東日本実業団対抗駅伝 2区区間3位 44分23秒

2014年
- 第58回全日本実業団対抗駅伝 3区区間2位 38分46秒
- 第18回全国都道府県対抗男子駅伝 7区区間6位 38分03秒
- 第55回東日本実業団対抗駅伝競走 6区区間3位 30分12秒

2015年
- 第59回全日本実業団対抗駅伝 4区区間10位 1時間04分09秒

## 自己ベスト
| 種目           | 記録          | 日付          | 大会                                   | 備考 |
| -------------- | ------------- | ------------- | -------------------------------------- | ---- |
| 1500m          | 3分49秒79     | 2014年6月28日 | ホクレンディスタンスチャレンジ士別大会 |      |
| 5000m          | 13分38秒46    | 2014年7月2日  | ホクレンディスタンスチャレンジ北見大会 |      |
| 10000m         | 28分15秒92    | 2013年6月29日 | ホクレンディスタンスチャレンジ深川大会 |      |
| ハーフマラソン | 1時間01分18秒 | 2014年2月16日 | 第42回全日本実業団ハーフマラソン       |      |

## 関連人物
- 大八木弘明
- 藤田敦史
- 安西秀幸
- 池田宗司
- 宇賀地強
- 高林祐介
- 深津卓也
- ギタウ・ダニエル
- 上野渉
- 柏原竜二